# Cheonggye-dong
Cheonggye-dong (koreanska: 청계동) är en stadsdel i staden Uiwang i provinsen Gyeonggi i den nordvästra delen av Sydkorea, 20 km söder om huvudstaden Seoul.